# ۶۸۲ (میلادی)
۶۸۲ (میلادی) ششصد و هشتاد و دومین سال تقویم میلادی است.

## رویدادها
سقوط سلسله ی گوگوریو

## درگذشتگان
‎